# Hard Rock Cafe
Hard Rock Cafe je řetězec tematických restaurací, který roku 1971 v Londýně založili američtí podnikatelé Isaac Tigrett a Peter Morton. První podnik byl otevřen na adrese 150 Old Park Lane v Hyde Parku. V roce 1978 byla otevřena druhá pobočka, v kanadském Torontu. Jeden z nejcharakterističtějších rysů restaurací vznikl v roce 1979 - pokrývání stěn rockovými memorabilii (kytary slavných hudebníků apod.). Společnost je kupuje od umělců nebo na aukcích, často je rockové hvězdy firmě darují. Prvním takovýmto upomínkovým předmětem byla kytara Erica Claptona, který byl štamgastem v první restauraci v Londýně. Vše vzniklo náhodou, když Clapton chtěl, aby vedení restaurace pověsilo jeho kytaru nad jeho obvyklé sedadlo jako symbol, že toto místo je jeho. Bylo mu vyhověno, načež se Pet Townshend ze skupiny The Who rozhodl udělat vtip a daroval restauraci jednu ze svých kytar s nápisem "Moje je stejně dobrá jako jeho! S láskou, Pete." Následně majitele napadlo celý žert proměnit v obchodní koncept, který skvěle ladil s názvem restaurace. V současnosti je po všech pobočkách rozeseto 80 000 rockových memorabilií, což ze sítě restaurací činí rockové muzeum svého druhu - jde o největší takovou sbírku na světě. V roce 1982 došlo k mohutné expanzi na trh USA (deset poboček v jednom roce). Od 90. let jsou pod stejnou značkou provozovány i hotely a kasina. Roku 2008 řetězec odkoupil indiánský kmen Seminolů a hlavní sídlo společnosti je od té doby na Floridě ve Spojených státech (nejprve Orlando, od roku 2018 Davie). Roku 2009 byla otevřena pobočka v Praze, ve slavném Rottově domě. "Iniciační" memorabilií pro pražskou pobočku byly džíny Bono Voxe. V roce 2021 se světovým ambasadorem značky stal fotbalista Lionel Messi. Restaurace jsou hlavně dvou typů, buď barového, nebo spíše kavárenského. K roku 2018 existovalo 172 restaurací Hard Rock Cafe v 74 zemích světa. Vedle toho pod stejnou značkou fungovalo 37 hotelů a 4 kasina. Společnost jen výjimečně přistupuje na frančízový princip, většina restaurací je vlastněna centrální firmou a funguje jako opravdová pobočka. Úspěchem konceptu se inspiroval například řetězec tematických restaurací Planet Hollywood, který se zaměřuje na memorabilie filmové.